# 中村憲由
中村憲由，日本男性動畫演出家、動畫導演。作為演出其作品很多都是以兒童為對象。
擅長製作高張力、精力充沛的搞笑打諢。

## 作品列表

### 電視動畫
1981年
- 汪汪三劍客（－1982年，演出補）

1983年
- 阿爾卑斯物語 我的安妮特（導演助手）
- 足球小將翼 (昭和版)（－1986年，演出）

1984年
- 藍寶（日语：らんぽう）（分鏡、演出）
- 新好小子（－1985年，分鏡、演出）

1987年
- 妙手小廚師（－1989年，首席演出[1]、演出）
- 天威勇士（分鏡）

1989年
- 亂馬½ 熱鬥篇（－1992年，演出）

1990年
- 衝鋒四驅郎（分鏡）
- 功夫貓黨（－1991年，分鏡）
- 我他彼此（日语：ペエスケ）（－1991年，演出）

1991年
- 快樂的嚕嚕米一家 冒險日記（－1992年，分鏡）

1992年
- 小巫仙（－1993年，分鏡、演出）

1993年
- 秀逗泰山阿達♡（－1994年，分鏡、演出）

1994年
- 奪寶奇謀（－1995年，分鏡、演出）

1995年
- 艾莉絲偵探局（－1997年，分鏡、演出）
- 伊沙米大冒險（－1996年，分鏡）

1996年
- 哈利動物園（日语：はりもぐハーリー）（－1997年，分鏡、演出）

1997年
- 救生戰士名乃節電器（－1998年，分鏡、演出）

1998年
- 炸彈人 彈珠人爆外傳（－1999年，分鏡、演出）

1999年
- 和爸爸跳舞吧（日语：パパと踊ろう）（分鏡、演出）

2000年
- 六門天外（分鏡、演出）
- NieA_7（日语：NieA_7）（分鏡）
- 遊☆戲☆王 怪獸之決鬥（－2004年，分鏡）

2001年
- Cosmic Baton Girl 彗星公主☆（－2002年，分鏡、演出）
- 破壞魔定光（演出）

2002年
- 無敵戰鬥陀螺（分鏡）
- HAPPY★LESSON（分鏡、演出）
- 火影忍者（－2007年，分鏡）

2003年
- 戰鬥陀螺G（分鏡）
- 機甲露寶（－2004年，分鏡、演出）
- 我們這一家（分鏡）
- 真珠美人魚（－2004年，分鏡）
- PAPUWA奇幻島（日语：PAPUWA）（－2004年，分鏡）
- 貯金大冒險（－2005年，分鏡）

2004年
- 陰陽大戰記（－2005年，分鏡）
- 神無月的巫女（分鏡、演出）
- 流星戰隊Musumet（分鏡、演出）
- 遊☆戲☆王 怪獸之決鬥GX（－2008年，分鏡）

2005年
- ToHeart2（－2006年，分鏡）
- 銀盤萬花筒（分鏡）
- 增血鬼果林（－2006年，分鏡）
- 灼眼的夏娜（－2006年，分鏡）

2006年
- 遊☆戲☆王 怪獸之決鬥ALEX（分鏡）[注 1]
- 守護！蘿莉波普（日语：まもって!ロリポップ）（導演、分鏡）
- 狗狗向前衝（分鏡）
- 魔界戰記（分鏡）
- 家庭教師HITMAN REBORN！（－2010年，分鏡）

2007年
- 爆丸（－2008年，分鏡）
- 變形金剛進化版（－2009年，分鏡）
- 萌單（分鏡）
- School Days（分鏡）
- 魔法人力派遣公司（－2008年，分鏡）

2008年
- 小雙俠 (2008年版)（－2009年，分鏡）
- 閃電十一人（－2011年，分鏡）
- 遊☆戲☆王5D's（－2011年，分鏡）
- 鐵腕女警 DECODE（日语：鉄腕バーディー DECODE）（分鏡）
- 魔法禁書目錄（－2009年，分鏡）

2009年
- 鬍子小雞（－2010年，分鏡）
- 戰鬥陀螺 鋼鐵奇兵（－2010年，分鏡）
- 寶石寵物（－2010年，分鏡）
- 貓願三角戀（分鏡）
- 天降之物（分鏡）
- Weiβ Survive R（日语：ヴァイス・サヴァイヴ）（－2010年，分鏡）

2010年
- 戰鬥陀螺 鋼鐵奇兵 爆（－2011年，分鏡）

2011年
- SKET DANCE（－2012年，分鏡）
- 戰鬥陀螺 鋼鐵奇兵 4D（－2012年，分鏡、演出）
- 遊☆戲☆王ZEXAL（－2012年，分鏡）

2012年
- 惡魔高校D×D（分鏡）
- Dumomo & Nupepe（日语：ズモモとヌペペ）（－2013年，導演、分鏡、演出）
- 遊☆戲☆王ZEXAL II（－2014年，分鏡）

2013年
- 歌之王子殿下 真愛2000%（分鏡）
- 寶石寵物 Happiness（－2014年，分鏡）
- 人魚又上鉤（分鏡）
- 惡魔高校D×D NEW（分鏡）
- LINE TOWN（－2014年，分鏡、演出）

2014年
- 英雄銀行（日语：ヒーローバンク）（－2015年，分鏡、演出）
- 風雲維新大☆將軍（分鏡）
- Baby Steps ～網球優等生～（分鏡）
- 卡片鬥爭!! 先導者G（－2015年，分鏡）
- 怪盜Joker（分鏡）

2015年
- 寶石寵物 魔法變身（分鏡、演出）
- 怪盜Joker Season 2（分鏡、演出助手）
- 城下町的蒲公英（分鏡）
- 新我們這一家（－2016年，分鏡、演出）

2016年
- 莉露莉露妖精 ～妖精之門～（－2017年，分鏡、演出）
- 怪盜Joker Season 3（分鏡）
- 蠟筆小新（－2017年，分鏡、演出）

2017年
- 卡片鬥爭!! 先導者G NEXT（分鏡、演出）
- 莉露莉露妖精 ～魔法之鏡～（－2018年，分鏡、演出）
- 卡片鬥爭!! 先導者G Z（－2018年，分鏡、演出）

2018年
- 卡片鬥爭!! 先導者 (2018年版)（－2020年，分鏡、演出）
- 爆釣王（日语：爆釣バーハンター）（－2019年，分鏡、演出）

2019年
- 毛球剛次郎（日语：けだまのゴンじろー）（分鏡）
- Re:Stage！Dream Days♪（演出）

2020年
- 暗黑破壞神在身邊。（分鏡）
- 多美卡友情合體 Earth Granner（－2021年，演出）
- 卡片鬥爭!! 先導者外傳 -if-（分鏡、演出）
- 遊☆戲☆王SEVENS（－2022年，分鏡、演出）

2021年
- 魔卡派對（－2022年，演出）

2022年
- 足球風雲 Goal to the Future（導演、分鏡、演出、OP演出、ED分鏡&演出）

2023年
- 轉生貴族的異世界冒險錄 ～不知自重的眾神使徒～（導演）
- 遊戲王GO RUSH（分鏡）

2025年
- 雖然是公會的櫃檯小姐，但因為不想加班所以打算獨自討伐迷宮頭目（分鏡）

### OVA
1991年
- 飛女刑事（演出）

1992年
- 英雄傳說（導演、分鏡）

1995年
- 銀河少女傳說 ～哀傷的賽雷茵～（日语：銀河お嬢様伝説ユナ）（演出）

2003年
- 守護之心（分鏡）

2005年
- 守護之心 Power Up！（分鏡）
- 我永遠的聖誕老人（導演、分鏡、演出）

### 電影動畫
2009年
- 蠟筆小新：春日部野生王國（分鏡）

2010年
- 劇場版 閃電十一人：最強軍團王牙來襲（分鏡）

## 腳註

## 相關項目
- 日本動畫公司
- 日本動畫師列表